# Sede titolare di Apamea di Siria dei Siri
Apamea di Siria dei Siri (in latino Apamena in Syria Syrorum) è una sede titolare della Chiesa cattolica.

## Storia
Apamea di Siria è un'antica sede metropolitana della Chiesa siriaca, comunemente chiamata Chiesa giacobita.
Dal 1963 Apamea di Siria è annoverata tra le sedi arcivescovili titolari della Chiesa cattolica; la sede è vacante dall'11 agosto 1982.

## Cronotassi degli arcivescovi titolari
- Clément Ignace Mansourati † (6 luglio 1963 - 11 agosto 1982 deceduto)